# Água de cal

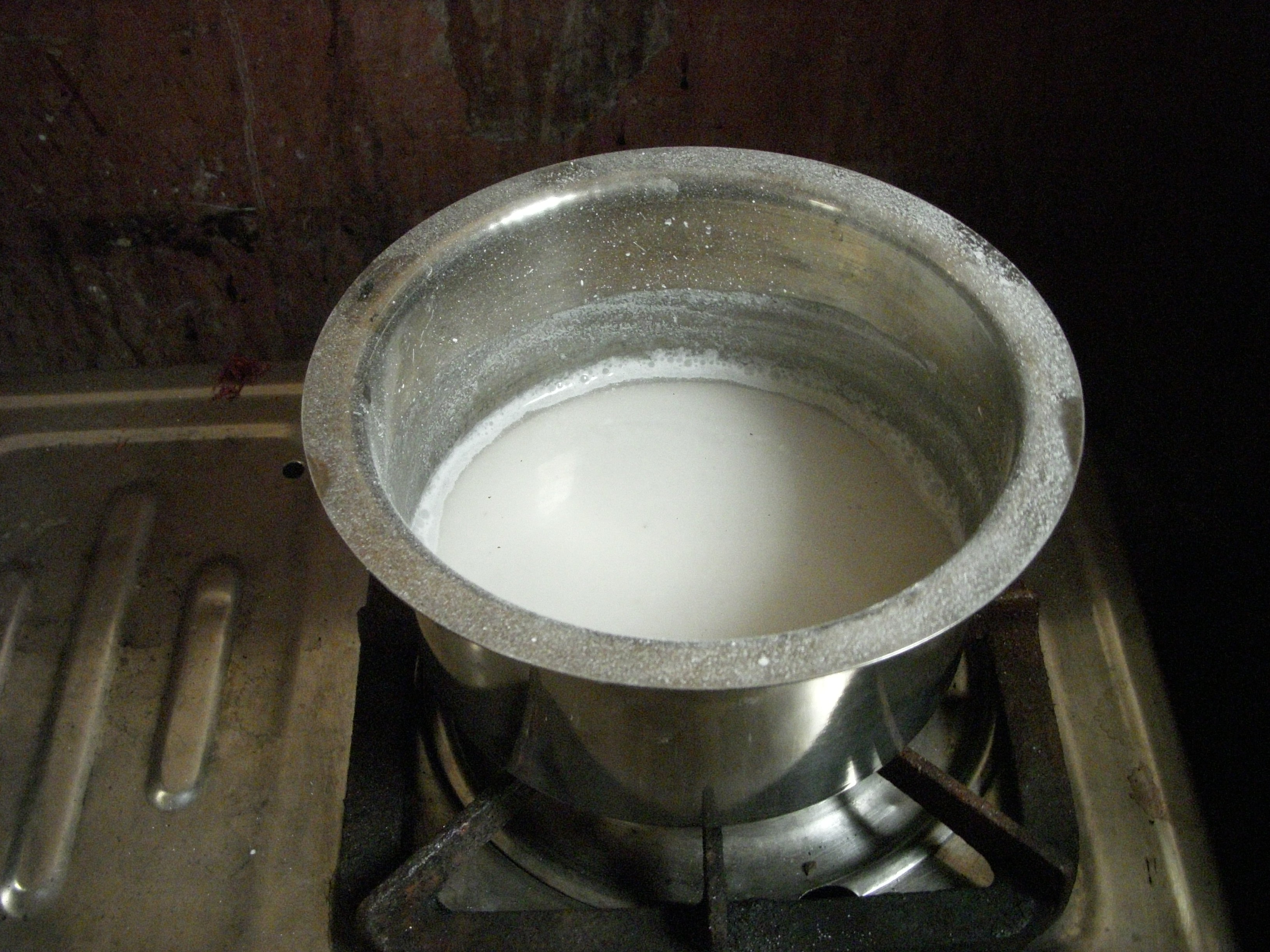
Água de cal

A água de cal (solução de água de cal, solução de hidróxido de cal ) é uma solução de uso externo, obtida formalmente através da farmacotécnica e utilizada pela medicina como adstringente e cicatrizante de queimaduras e úlceras. Sua formulação é composta de hidróxido de cálcio (Ca(OH)2), ou (cal extinta) e água.
A conservação da água de cal se dá através de recipientes que não permitem a entrada de luz, tais como vidro âmbar e plástico opaco.